# Zerstörer

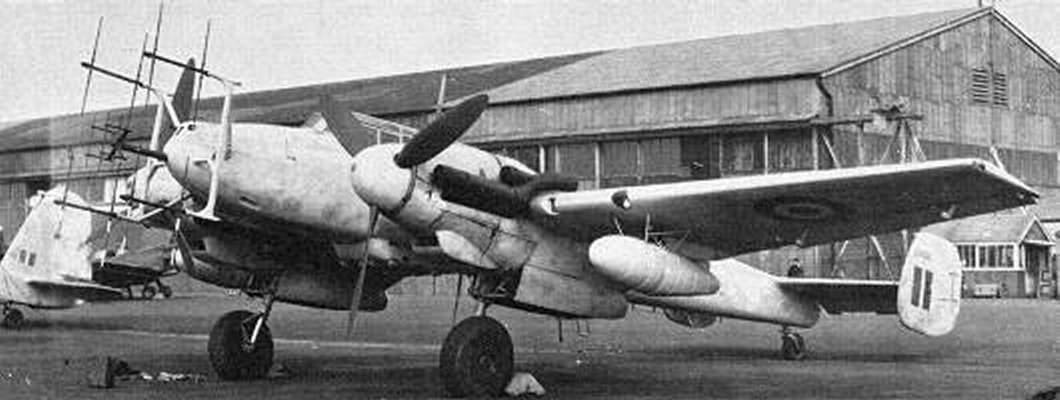
Um Messerschmitt Bf 110 G-4, equipado com um radar a desempenhar a missão de Caça noturno

Zerstörer era a designação dos caças pesados da Luftwaffe durante a Alemanha Nazi. Estes caças pesados, normalmente bimotores, eram capazes de carregar pesadas armas e operar a uma distância superior que os caças normais.
Concebidos como caças de escolta de longas distâncias, altamente armados fosse para abater aeronaves inimigas ou bombardear alvos estratégicos, os Zerstörers não conseguiram atingir o objectivo para o qual foram construídos: por exemplo, não conseguiam defender com sucesso os bombardeiros que escoltavam pois, apesar de mais rápidos, eram menos manobraveis que os caças monomotor que combatiam, como o Hawker Hurricane ou o Supermarine Spitfire. Muitos caças pesados bimotor encontraram uma segunda vida como caças nocturnos, onde finalmente obtiveram um sucesso considerável.
Uma aeronave tipicamente considerada como Zerstörer foi o Messerschmitt Bf 110, um caça pesado que, antes do início da guerra, a Luftwaffe considerava quase mais importante que os caças monomotor. Uma boa parte dos melhores pilotos alemães na época foram destacados para pilotar o Bf 110, em esquadras que obtiveram o nome Zerstörergeschwader. Enquanto as Jagdgeschwader, com os seus caças monomotor, estavam responsáveis para missões de defesa e alguns ataques tácticos, os Zerstörers eram os que desempenhavam missões ofensivas.
Com o decorrer da guerra, as necessidades da alemanha mudaram e os caças monomotor como o Bf 109 e o Fw 190 começaram a desempenhar as funções dos Zerstörers, actuando como caças nocturnos, caças-bombardeiros e por vezes até de escolta, pois eram os únicos capazes de fazer frente às incursões de aeronaves dos aliados que atacava constantemente o reich.